# سوسک زمینی سخت‌زره
سوسک زمینی سخت زره (نام علمی: Carabus granulatus) نام یک گونه از تیره سوسک‌های زمینی است. دامنه پراکنش جهانی این گونه سوسک در اروپا و آسیا و برخی از نقاط آمریکای شمالی می‌باشد. زیستگاهش زمین‌های کشاورزی، مرغزارها و جنگل‌ها است.